# Le Casse (film, 1971)
Pour les articles homonymes, voir Le Casse.
Pour plus de détails, voir Fiche technique et Distribution.
Le Casse est un film franco-italo-américain réalisé par Henri Verneuil, sorti en France en 1971. 
Le film est en même temps l'adaptation du roman homonyme (1953) de David Goodis ainsi que le remake du Cambrioleur (1957), réalisé par Paul Wendkos.

## Synopsis

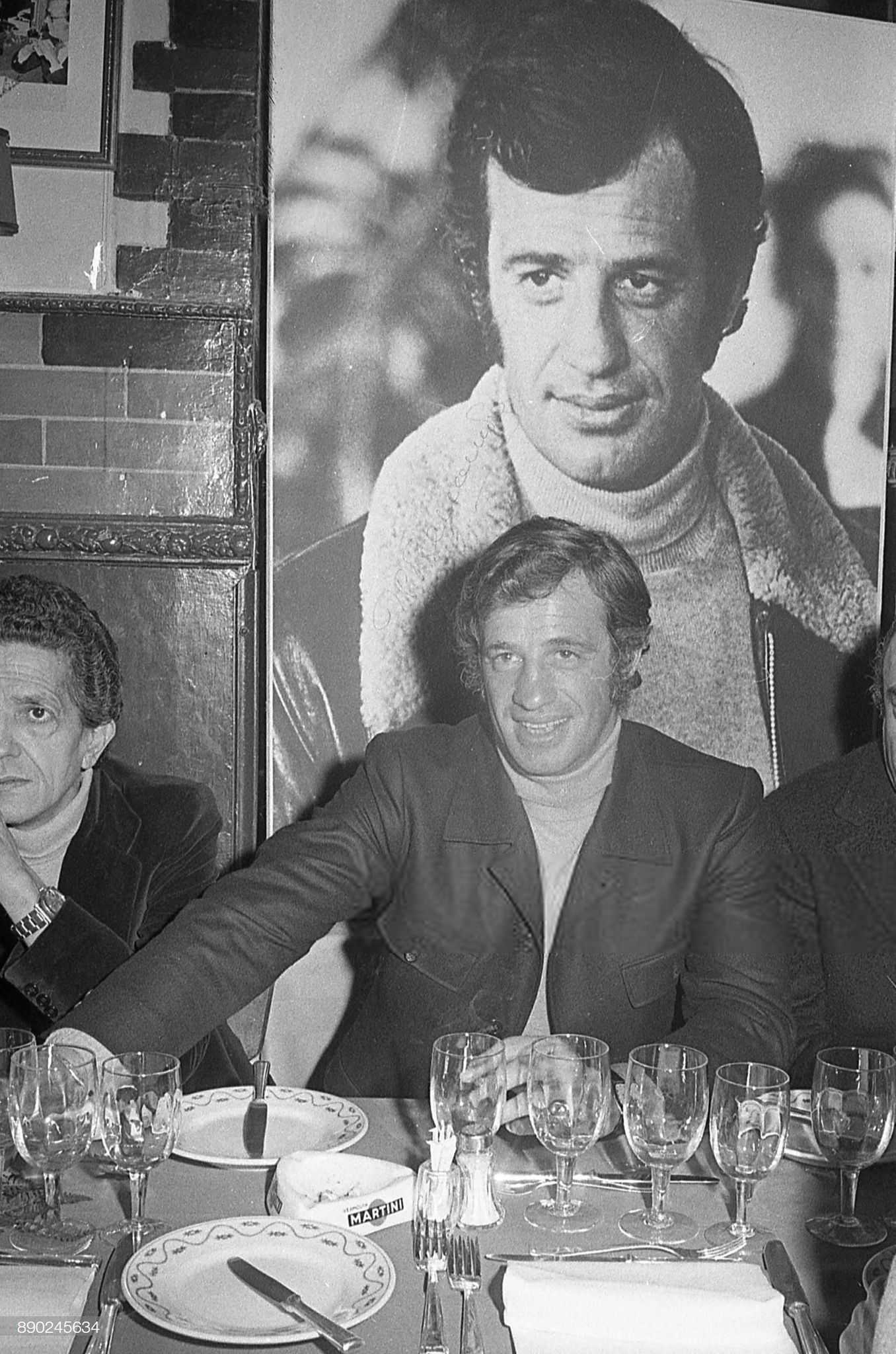
Jean-Paul Belmondo lors d'un dîner à Rome le 12 septembre 1971, à une date proche de la sortie du film. Son image dans le film est affichée derrière lui.

Un soi-disant représentant de commerce prénommé Azad (Jean-Paul Belmondo) réalise un cambriolage, avec l'aide de ses amis Ralph (Robert Hossein), Renzi (Renato Salvatori) et Hélène (Nicole Calfan), au domicile du richissime M. Tasco (José Luis de Vilallonga), à Athènes. Ils neutralisent le gardien de la villa puis, grâce à leur matériel électronique ultra sophistiqué et de précieuses informations obtenues par Hélène, qui auparavant avait été employée comme décoratrice, parviennent à ouvrir le coffre-fort et à dérober une somptueuse collection d'émeraudes. Abel Zacharia (Omar Sharif), un policier qui passe par hasard devant la villa, en l'absence de M. Tasco, repère la voiture des malfrats garée à proximité puis est alerté par un bruit. Azad sort de la villa et feint une panne de voiture. Le policier ne croit guère à cette version des faits mais laisse partir le cambrioleur. En fait, en partie dégoûté par l'attitude méprisante des époux Tasco à son égard et vis-à-vis de l'argent, Zacharia va vouloir récupérer pour son propre compte la collection d'émeraudes. S'ensuit alors un formidable jeu du chat et de la souris entre le cambrioleur et le policier...

## Fiche technique
- Titre original français : Le Casse
- Titre italien : Gli scassinatori
- Titre américain : The Burglars
- Réalisation : Henri Verneuil
- Producteur : Henri Verneuil
- Script-girl : Lucile Costa
- Scénario : Henri Verneuil et Vahé Katcha, d'après le roman Le Casse (The Burglars) de David Goodis
- Décors : Jacques Saulnier
- Dialogues : Henri Verneuil
- Superviseur des dialogues (version Américaine) : Steve Eckhardt
- Musique : Ennio Morricone, dirigé par Bruno Nicolai (éditions musicales Igloo et Marouani)
- Chorégraphie : Victor Upshaw
- Son : Jean Rieul et Jacques Carrère
- Publicité : René Chateau
- Coiffure : Alex Archambault
- Maquillage : Monique Archambault et Charly Koubesserian
- Assistants réalisateur : Marc Grunebaum et Bernard Stora
- Directeur de la photographie : Claude Renoir
- Directeur de la photographie 2ème équipe : Wladimir Iwanov
- Caméraman : Charles-Henri Montel
- Photographe de plateau : Vincent Rossell
- Montage : Pierre Gillette (version Française); Pierre Gillette et Andrée Werlin (version Américaine)
- Régleur de cascades : Rémy Julienne et son équipe
- Régleur de bagarres : Claude Carliez
- Générique : Les films Michel François
- Genre : Action et thriller
- Budget : 15 millions de francs[1]
- Directeur de production : Jacques Juranville et Claude Ganz
- Société de production : Columbia Films SA (Paris), Vides Cinematografica (Rome) et Les Productions Henri Verneuil
- Société de distribution : Columbia Pictures
- Pays de production :  France,  Italie,  États-Unis
- Format : couleur (Eastmancolor) — 35 mm — 2.35.1 Panavision — son monophonique
- Durée montage français : 120 minutes
- Durée montage américain : 110 minutes
- Dates de sortie : 
  - France : 27 octobre 1971
  - États-Unis : 14 juin 1972

## Distribution
- Jean-Paul Belmondo : Azad
- Omar Sharif : Abel Zacharia
- Robert Hossein : Ralph
- Nicole Calfan : Hélène
- Dyan Cannon (doublée par Rosy Varte) : Lena
- Renato Salvatori (doublé par Serge Sauvion) : Renzi
- José Luis de Vilallonga : M. Tasco
- Raoul Delfosse : le gardien de la villa Tasco
- Myriam Colombi : Isabelle Tasco
- Steve Eckhardt : Malloch, l'agent d'assurance
- Marc Arian : le propriétaire du restaurant
- Daniel Vérité : le play-boy
- Pamela Stanford : la strip-teaseuse
- Alice Arno : la vestiaire de la boîte de nuit
- Robert Duranton : le culturiste de la boîte de nuit (scène coupée au montage)
- Roger Lumont : un passant

## Box-office
Le Casse obtient un important succès commercial, totalisant 4 410 120 entrées en France, dont 1 202 011 entrées à Paris, où il est resté quatre semaines en tête du box-office.

## Autour du film
- Le film est principalement tourné à Athènes (en particulier au port du Pirée).
- La course-poursuite à travers la ville s'est faite avec une Fiat 124 Special T rouge conduite par Jean-Paul Belmondo (doublé en partie par Rémy Julienne)[3] et Omar Sharif (doublé par Rémo Mosconi) qui, lui, conduisait une Opel Rekord A de couleur noire[4]. On voit à la position du rétroviseur (tantôt en haut, tantôt en bas) et aux dommages tant de la Fiat que de l'Opel, que plusieurs voitures ont été utilisées[5].
- Le film a été tourné en deux versions, française et américaine, avec un montage et une fin légèrement différents ; comme Jean-Paul Belmondo ne maîtrisait pas très bien l'anglais, il a été doublé en partie pour les longues répliques par un acteur américain possedant un timbre de voix équivalent. A contrario, les acteurs Nicole Calfan et Omar Sharif ont conservé leurs voix originale pour la version américaine.
- Ce film a longtemps été inédit en vidéo. Seules deux éditions étaient disponibles : une version VHS sortie chez RCA et Columbia et une version DVD. Le film est depuis disponible en version Blu-Ray remasterisée[réf. souhaitée].
- Belmondo porte le nom de Azad, signifiant « libre » en arménien. Ce nom se retrouvera ultérieurement dans Mayrig et 588 rue Paradis, porté par... Henri Verneuil dans ces deux volets de sa « biographie » romancée.